# Петроварадинска тврђава
Петроварадинска тврђава се налази на десној обали Дунава, у Петроварадину (град Нови Сад), на петроварадинској стени.
На месту претходне средњовековне грађевине, садашњу тврђаву је изградила Аустрија у периоду од 1692. до 1780. године због сталне опасности од Турака и близине границе са Османским царством.
Због своје величине и доминантности назива се и Гибралтар на Дунаву.

## Праисторија
Према ранијим сазнањима, на Петроварадинској тврђави прво људско насеље постојало је још 4500. година пре нове ере. Након археолошких открића у периоду од 2002. до 2004. године историја овог простора померена је на период 19.000–15.000 година пре нове ере. Захваљујући томе знамо да човек у континуитету настањује простор Петроварадинске стене од праисторије до данас, па чак и у палеолиту када су се људска станишта углавном налазила у пећинама. Такође, археолошка ископавања током 2018. године показала су да од праисторије насељаван и простор Доње тврђаве.
Истраживањем остатака насеља из млађег бронзаног доба (3000 година пре нове ере) археолози су пронашли и бедеме појачане кољем и палисадама из тог периода који сведоче да је још у време тзв. вучедолске културе постојало утврђено насеље.

## Средњи век
После неолита на Петроварадинској стени су се смењивале различите културе. Око стоте године пре нове ере ове просторе насељавају Келти које сто година касније смењују Римљани који утврђивањем границе на Дунаву граде тврђаву Кузум (лат. Cusum) коју ће у петом веку разорити Хуни. Назив за утврђење које се у доба Византије налазило на месту данашње Петроварадинске тврђаве било је 'Петрикон.
Половином 13. века скоро на истом месту насељавају се католички монаси из реда цистерцита (лат. ordo cisterciensis). Дозволом угарског краља Беле IV граде манастир који називају Белафонс (срп. Белин извор, мађ. Bélakút). Самостан је након провале Татара утврђен.
Већи значај тврђава добија са повећаном опасношћу од новог освајача - Турака Османлија. У Петроварадину често је боравио угарски краљ Матија Корвин. Ту је 1463. године склопио уговор са Млетачком републиком и истовремено разговарао са властелом око одбране од Турака. Године 1475. године Корвин доноси одлуку да зарати са Турцима. Мађарски краљ Владислав II такође посећује Петроварадин где разним олакшицама подстиче напоре да се сакупи више радне снаге на оправкама кула и бедема. Надбискуп Петар Варади 1501. године уз велике напоре успева да обнови тврђаву.

### Изглед Петроварадинске тврђаве у средњем веку
Тврђава се састојала из два дела - спољашњег и унутрашњег. Главна капија спољашњег зида која је имала мали покретни дрвени мост саграђена је током 15. века. Испред спољног зида тврђаве налазио се дубок ров. Спољни зид је само са источне стране имао све полукуле ојачане потпорним стубовима. Од спољне капије водио је пут према капији унутрашње тврђаве која је била правоугаоног облика. Источни зид унутрашње тврђаве је био заједнички зид са спољашњим зидом. Где су били спојени био је ојачан полукулама. Овај зид је такође био појачан потпорним косим стубовима а на западној страни је имао две полукуле као појачање. У средини унутрашње тврђаве налазила се црква чија је апсида била окренута ка истоку. Са обе стране цркве налазили су се округли резервоари за воду. У северозападном делу унутрашње тврђаве налазила се командантова палата. На левој обали Дунава налазио се мостобран око кога је био ров испуњен водом. На западној страни зида мостобрана налазила се кула за артиљеријску батерију са пет отвора за топове. На северној и јужној страни зида налазиле су се капије.
У свом запису Евлија Челебија о Петроварадинској тврђави каже:
Град Варадим лежи на обали реке Дунав, његова цитадела има шестоугаони облик а налази се на једном високом брду које се диже небу под облаке. То је неприступачан, чврст и у истину стар град... Град има седам великих кула, сви бастиони изграђени су складно... У тврђави има свега две стотине даском покривених кућа без ограда и башта, затим Сулејман-ханова џамија, складиште муниције и житни амбари... На југоисточној страни налазе се само брегови и по њима све сами виногради.

## Нови век

### Владавина Турака
Године 1525. у Петроварадинској тврђави било је свега 1000 коњаника и 500 пешака да би се крајем године тај број повећао на 4000 војника. Пред опасношћу од Турака заповедништво над Петроварадином преузео је Павле Тимори, ранији заповедник Будимског града. Његови захтеви за појачањем у војсци и новцу нису стизали. Уместо од помоћи, од краља Лајоша II, стиже само упутство да се са главним снагама пребаци на леву обалу Дунава а заповедништво над тврђавом препусти Ђорђу Алапију.
Под зидине Петроварадина 13. јула 1526. године стигла је турска војска јачине 40.000 људи предвођена великим везиром Ибрахимом. Султан Сулејман Величанствени се са главнином својих снага улогорио код Илока. Након двонедељне опсаде и уз употребу минског напада Турци су успели да освоје тврђаву чији су готово сви браниоци погинули.
Петроварадин под турском влашћу као и огроман део Угарске државе остаје све до Великог бечког рата (1683—1699).
Након упада у Аустрију и неуспеле опсаде Беча турска војска почиње повлачење и у низу пораза напушта већину градова као и Петроварадин. Главнина царске аустријске војске коју су чинили 27 батаљона пешадије и 77 ескадрона коњице стигла је у Петроварадин 18. јула 1688. године. У присуству ове војске око 3000 војника одређено је да се ради на ојачавању тврђаве. Поправљене су само бреше и изграђен ров са четири редуте на месту данашњег Подграђа испред кога је био ров испуњен водом. Такође се ту налазило седам напуштених и спаљених кућа. Такође је подигнут и понтонски мост. Након протеривања Турака из Петроварадина започиње рушење старе средњовековне тврђаве како би се започела изградња нове по тада најмодернијем систему градње фортификација. Желећи да поврате изгубљену тврђаву, Турци започињу неколико похода. Доживљавају страховите поразе у биткама код Сланкамена 1691. и бици код Сенте 1697. године а услед лоших временских прилика напуштају опсаду Петроварадина 1694. године.

### Опсада 1694. године
Пред опасношћу од Турака, на Петроварадинској тврђави се доста радило. Изграђена су два појаса земљаних шанчева на јужној страни тврђаве. Овај елемент пољске фортификације, први пут се помиње 1692. а дуплиран је 1694. године по налогу грофа Карафе.
Велики везир Сурмели Али-паша стигао је из правца Београда пре Петроварадинску тврђаву 9. септембра 1694. године. Дунавом је пловила турска ратна флотила. Намера је била да опсадом заузму тврђаву. Бомбардовање је почело 12. септембра са копна и воде. Концентрација турске артиљеријске ватре била је на шанчеве, водени град, две редуте узводно од мостобрана и аустријску војски испред мостобрана. Постављање турске артиљерије на Велико ратно острво приликом ове опсаде довешће касније да се на том месту сагради једно мало утврђење. Испред земљаних шанчева Турци су направили прву паралелу од које су даље копали сапе према шанчевима како би започели мински напад. Такође су бацањем балвана у Дунав покушали да поруше два понтонска моста и послали су пливаче који је требало да маказама прережу конопце који су држали понтонске мостове.
Ослањајући се на тврђаву, Аустријанци су 14. септембра испадом покушали да разбију опсаду али су били одбачени. Успели су, међутим, да спрече разбијање понтонских мостова. Сачувавши понтонске мостове Аустријанци су пребацили коњицу и пешадију која је као појачање стигла из Футога. Напади на турске положаје настављени су до 19. септембра али такође без успеха. У међувремену, Шајкашка флотила је низводно запленила турске шајке које су биле намењене за снабдевање храном.
Свакодневне борбе, киша, ветрови, велике хладноће исцрпљивали су Турке. Велика бујица је преплавила турске ровове и однела шаторе. Новонастале неприлике и појава епидемија међу турском војском као и приближавање предстојеће зиме након само 23 дана опсаде, почело је повлачење према Београду.

### Почетак обнове тврђаве и битка 1716. године
Катастрофалан пораз турске војске код Сенте створио је повољне услове за Аустријанце на мировним преговорима у Карловцима 1699. године.
Први план за изградњу тврђаве израдио је инжењерски пуковник гроф Матијас Кајзерсфелд а наредни инжењерски пуковник гроф Луиђи Фердинандо Марсиљи. За извршење радова био је задужен инжењерски пуковник Мишел Вамберг а након његове смрти (1703) инжењерски пуковник Гисенбир до 1728. године. Тврђава је полако добијала свој облик. Саграђени су бастиони, равелини и контрагарде на горњој тврђави. Положени су темељи сталних објеката. Саграђен је нови мостобран и мало утврђење на Великом ратном острву. Бедеми доње тврђаве озидани су 1711. године.
Радове прекида избијање новог Аустријско-турског рата (1716—1718). У настојању да измени одлуке Карловачког мира Турска је предузела поход на Аустрију.
Принц Еуген Савојски дошао је у Футог 9. јула 1716. године са 42.000 пешака (62 батаљона) и 23.000 коњаника (187 компанија). У Петроварадинској тврђави се већ налазило 8.000 војника. Током 26, 27. и 28. јула Велики везир Дамад Али-паша је прешао Саву са око 120.000 војника (око 40.000 јаничара, 30.000 коњаника и пешадија састављена од Албанаца и Влаха). Између Петроварадина и Карловаца 2. августа дошло је до сукоба претходница. Гроф Јохан Палфи са 1.300 коњаника и око 500 пешака наишао је на 15.000 турских коњаника. Након вишечасовне битке Палфи се повукао ка Петроварадину. Опколивши Петроварадин турска војске је започела бомбардовање и копање ровова ка тврђави. Са друге стране током ноћи између 4. и 5. августа Еуген је пребацио своје трупе на Сремску страну и у рано јутро напао турску војску која није очекивала напад. Лево крило аустријске војске под командом грофа Александра Виртенберга снажно је ударило на турско десно крило. Заједно са левим крилом аустријски центар је напао јаничаре који се се снажно супротставили и одбили напад и потиснули га у центар. Прегруписањем снага у центру Еуген је успео зауставити напад и лево крило је добило отворен пут ка месту где се налазио Дамад Али-паша који је испред свог шатора са највишег брда посматрао битку. Ударом десног крила и резервних трупа аустријске војске турска линија одбране је почела пуцати. Коњица која је требало да помогне јаничарима се окренула и напустила бојиште. Међу турским војницима је настала паника и неред која се пренела и на заповедништво. Битка је до 11 часова била решена. Турска војска се у паничном бегу повлачила према Београду а велики везир је погинуо. Постоји неколико верзија његове смрти. Једна каже да је видевши безизлазну ситуацију сео на коња и заједно са групом најоданијих бораца улетео у срце битке где је био погођен пушчаним метком док је према другој извршио самоубиство. Беживотно тело великог везира је пренето у Београдску тврђаву где је сахрањен.
Сјајна офанзивна тактика Еугена Савојског и вођење трупа његових генерала решило је битку са двоструко бројчано надмоћнијим непријатељем за четири сата. Аустријски губици су износили 2212 погинулих војника, 2358 рањеника од тога 206 официра. Губици са друге стране процењени су на око 6.000-7.000 војника. Аустријанци су запленили огромну количину ратног материјала. Подаци о заплењеном материјалу су доста различити. Турски извори наводе да је изгубљено 110 топова. Вредност целокупне заплене процењена је на ондашњих 2.500.000 гулдена.
Ова велика битка је оставила трагове који се и данас виде у топонима околним брда: Везирац, Алибеговац и Татарско брдо.
Након битке код Петроварадина Еуген је у наредној години освојио Темишвар и Београд чиме су стечени повољни услови за склапање мира Пожаревцу којим је Аустрија добила Банат, Малу Влашку и северни део Србије.

### Наставак изградње тврђаве
Пошто је граница између Аустрије и Турске са Срема померена на средишњу Србију, Петроварадинска тврђава је остала у позадини и мање важна. Радови на изградњи су успорени а застој настаје 1728. године. Све до 1753. године на тврђави се радило само оно што је било најнужније. Ниједан започети објекат није био завршен. У извештају комисије Ратног савета из 1735. године види се да је источна страна хорнверка била отворена а земљани бедеми доње тврђаве су били запуштени и напола срушени. Предложен је план да се ови недостаци отклоне али никаквог помака није било.
Замашни радови на тврђави започети 1753. године мењају изглед воденог града, горње тврђаве, мостобрана, „хорнверка“, руше се неозидани бедеми „кронверка“. Изграђују се нове касарне, барутни магацини, стаје и топовске шупе и коњушнице. Ови радови рађени су до 1766. године.
Војни инжењер и командант минерског корпуса мајор Шредер започиње 1764. године планове на изградњи контраминског система (Подземне војне галерије) испод „хорнверка“ у дужини од 16 km. Израдња контраминског система потрајала је до 1776. године.
Званично, последњи радови на изградњи тврђаве су обављени 1780. године али се са радовима продужило до 1790. године када петроварадинска тврђава постаје најсавременије наоружана тврђава целе Хабзбуршке монархије. Тадашње њено наоружање састојало се од 400 артиљеријских оруђа различитог калибра што је за тадашње прилике био изванредно велики број.

### Слободна стрељачка компанија
Привилегован статус у оквиру Сремске војне границе стекао је Петроварадин, али не у облику војног комунитета него као Слободна стрељачка компанија (нем. Frey Schützen Compagnie). То се догодило 31. октобра 1748. године када је Регулатив генерала Енгелсхофена ступио на снагу а који је Дворски ратни савет потврдио 10. марта 1751.
Као Слободна стрељачка компанија Петроварадин је укључен у Петроварадинску регименту, али је јурисдикцију над њим имао Дворски ратни савет у Бечу, који ју је остваривао преко команданта Петроварадинске тврђаве.
Компанија је имала 220 стрелаца-грађана, а њен главни циљ била је одбрана тврђаве у случају опсаде, као и снабдевање војске у Тврђави и опслуживање официра и војних службеника у њој. Иначе, сви су били ослобођени од редовне војно-граничарске службе.
На челу Компаније, као орган власти, био је капетан кога је именовала Славонска генерална команда чије је средиште било у Осијеку.
Пуноправни чланови Компаније, односно стрелци, пролазили су кроз војну обуку делом код топова, као артиљерци, делом са пушкама као стрелци. Компанија је имала свој печат, грб и заставу на коју су грађани полагали заклетву верности.
Становници Компаније били су сврстани у две категорије: слободне стрелце (или грађане) и бећаре.
Године 1766. у Компанији било је 370 грађанских (стрељачких) и 70 бећарских породица.
Становници Петроварадина тог доба били су аустријски Немци и Немци из Рајха, Чеси, Шокци, а у мањој мери Јермени, Цинцари и Јевреји а касније и Срби из Комунитета Буковац прикључени Петроварадину 1777.
Године 1787. престала је да постоји Компаније слободних стрелаца, а Петроварадин је и фактички и формално добио статус комунитета.
Када је 1808. дошло до стварања грађанске милиције (нем. Landver), Петроварадински комунитет укључујући и Буковац, требало је да садржи две компаније или чете, као резерву за посаду у тврђави у време велике ратне опасности.

## Тврђава у 19. веку
Желећи да помогну Први српски устанак, Новосађани су златницима платили подмитљиве аустријске официре, успели су да из Петроварадинске тврђаве прокријумчаре два топа.
Након пропасти Првог српског устанка, његов вођа, вожд Ђорђе Петровић, поред још неких вођа устанка био је заточен у Петроварадинској тврђави.
Као током 18. века тако и у 19. веку тј. од њеног оснивања 1750. до 1880. године, јединице Петроварадинске регименте учествовале су у 30 ратова и преко 140 битака које је Аустрија водила широм Европе.
Након великих поплава 1827. и 1832. године у Дунав је потонула мања фортификација (Инзелшанац) која је била изграђена на Великом ратном острву.
Револуционарни догађаји који су захватили Аустрију 1848. године нису заобишли ни Петроварадин ни Нови Сад. Гарнизон Петроварадинске тврђаве је пришао вођи револуције Лајошу Кошуту. Контрареволуционарне јединице под командом бана Јосипа Јелачића уласком у Нови Сад 12. јуна 1849. године изазвале су реакцију гарнизона који је отворио артиљеријску ватру на град и готово га потпуно срушиле.

## Први светски рат
Након Сарајевског атентата однос власти према словенском становништву веома се погоршало. У Петроварадину је забрањен рад Хрватског пјевачког друштва „Невен“, Хрватске читаонице и Хрватског сокола. После продора српске војске у Срем 1914. године дошло је до хапшења великог броја Срба из Срема. Већина њих је интернирана у Петроварадин и смештена у већ припремљене логоре. У логору је било преко 2000 лица. Неки су оптужени за велеиздају и изведени пред војни суд. Они су били осуђени на смрт и стрељани су на Петроварадинској тврђави 14. октобра 1914. године. Три дана касније суд је осудио на смрт још 37 људи над којима је одмах извршена смртна казна.
У Петроварадину је био затворен аустроугарски подофицир Јосип Броз.
Петроварадин је постао једна од веома важних саобраћајних чворишта где су се Аустро-угарске снаге пребацивале преко Дунава. Како је за пребацивање војске понтонски мост био недовољан изграђен је привремени мост на дрвеним стубовима тзв. Поћореков мост. Мост је имао електрично осветљење и чувало га је сто војника.
За време рата у Петроварадину је био смештен велики број заробљеника са балканског и италијанског фронта. Они су коришћени као бесплатна радна снага за изградњу насипа на десној обали Дунава. У Петроварадинској војној болници налазио се велики број рањеника. Једно време у Петроварадину се налазила и Ратна команда против Србије.
Након пробоја Солунског фронт и ослобођења Србије српска војска је наставила напредовање на север и 9. новембра 1918. године ушла је у Петроварадин заједно са француским колонијалним трупама из Сенегала под командом мајора Војислава Бугарског.

## Петроварадинска тврђава између два светска рата
У првим годинама након Првог светског рата, Петроварадинска тврђава остаје и без утврђења на левој обали Дунава. Још 1919. године, тадашњи новосадски градски начелник Јован Живојновић најавио је да ће тражити од нових војних власти да се Граду преда Мостобран. Новине су тада писале како ће ишчезнути „један карактеристичан преостатак црно-жуте владавине у овим крајевима, а уједно и легло заразних мијазама, који су тровали ваздух променаде и допринеле маларичним обољевањима, којима се Нови Сад прочуо.“ Средином 1921. године, Мостобран и околно подручје прелазе у надлежност града Новог Сада и дозвољено је његово рушење. Између 1922. и 1924. године, приликом изградње првог сталног друмско-пешачког моста преко Дунава између Петроварадина и Новог Сада руши се готово цео Мостобран. Истовремено, приликом изградње приступног пута на десној обали Дунава срушена је Водена капија, као и део казаматних просторија западног дела Воденог града.
Непосредно пред Други светски рат, 1939. године, извршени су радови на проширењу пута према Каменици и Петроварадину. Уз десну обалу Дунава срушен је део Воденог ретраншмана и Унутрашња каменичка капија, док су испред Београдске капије срушени делови спољашњих утврђења. Поред ретких фотографија ових рушења, Рудолф Р. Шмит оставио је и писано сведочанство. Он је још тада запазио како се Тврђава последњих година „све више руши“, а изградњу поменутог пута сматрао је недовољно оправданом и чинило му се да је било боље решење да је пут ишао око Тврђаве, односно преко Транџамента, при чему би се и смањили трошкови рушења појединих делова Тврђаве. Шмит сведочи и о безбројним мањим оштећењима на зидовима „услед самовољног поступања појединаца“. По његовом мишљењу, Петроварадинска тврђава је поред свог историјског и научног значаја могла бити најмаркантније обележје Новог Сада које му може донети и „много туристичке важности, те је треба чувати од сваког квара“, а Београдска тврђава и Калемегдан могли су послужити као пример шта се може учинити претварањем једног бившег војног објекта у узоран парк. Између осталог, Шмит обавештава и о судбини која је могла задесити Петроварадинску тврђаву. Наиме, по његовим речима, некадашња утврђења Хабзбуршке монархије која су изгубила војни значај након Првог светског рата била су рушена (Осијек, Брод, Карловац, Панчево). Наводно, захваљујући „ђенералштабном пуковнику Драгошу Ђелошевићу“ Петроварадин је избегао такву судбину.

## Други светски рат и Петроварадинска тврђава
Пред Други светски рат, на Петроварадинској тврђави у Петроварадину и његовој ближој околини изграђен је појас бетонских бункер за смештај митраљеза и посаде која га опслужује.
Сломом и поделом Краљевине Југославије након Априлског рата 1941. године Петроварадин улази у састав новоформиране Независне Државе Хрватске. На тврђави била је смештена Пилотска школа, противваздушна одбрана а касније и команда СС трупа.
Из Петроварадинске тврђаве покретан је већи број безуспешних операција како би се уништиле партизанске снаге на Фрушкој гори. До септембра 1944. године више од половине петроварадинског гарнизона прешло је на страну народноослободилачке војске.
Петроварадинска тврђава ослобођена је 23. октобра 1944. године, један сат након поноћи.

## Петроварадинска тврђава након Другог светског рата
Прве идеје о пренамени објеката Петроварадинске тврђаве дао је архитекта Бранко Максимовић још 1937. године. Према његовом Пројекту за идејни регулациони план града Новог Сада, уочена је немогућност изградње једног репрезентативног центра на територији града. Тај Репрезентативни центар Максимовић је сместио на простор „доњих шанчева“ Петроварадинске тврђаве, односно Воденог града, где би биле изграђене будуће монументалне грађевине. По мишљењу Максимовића, рушењем овог дела Петроварадинске тврђаве, створили би се услови за изградњу изванредно интересантне и хармоничне урбанистичке целине у непосредној близини центра Новог Сада која би била уоквирена „старом тврђавом, Дунавом и будућим парком...“
Након Другог светског рата, 1948. године Тврђава је стављена под заштиту државе. Свечано, на Дан републике 29. новембра 1951. године, највећи део Тврђаве, која је непосредно пре тога предата управи Народног одбора општине Нови Сад, отворен је по први пут за посете грађанства. Већ наредне 1952. године била је основана Градска управа за Петроварадинску тврђаву на чије чело је постављен архитекта Андрија Сечујски.
Након само једне деценије рада, ова Управа је 1962. године интегрисана у Комуналну организацију „Градско зеленило“ која је трајала до 1981. Године, када је Петроварадинска тврђава враћена у надлежност града и грунтовно укњижена као власништво Скупштине града Новог Сада и културно добро од општег интереса.
РО „Урбанизам“ израдила је 1988. године Детаљни урбанистички план Петроварадинске тврђаве. Сачињена је обимна документацију о стању Петроварадинске тврђаве. Општи закључак стања у којем се налазила Тврђава сведен је на три речи: „стање је лоше.“ Анализа дотадашњег начина управе указивала је да је далеко најделотворнија управа за Тврђаву била након њене предаје цивилним властима када је постојала самостална управа са стручно-квалификованим управником. Тадашња ситуација, у којој се сваки корисник Тврђаве старао само о својим потребама, а нико не координира и не брине за целину комплекса, сматрано је да је за Тврђаву погубна.
Одлуком Скупштине општине Нови Сад, крајем 1991. године оснива се Јавно предузеће „Петроварадинска тврђава“ којем је Тврђава поверена на управљање и коришћење. Истовремено, Скупштина града усваја и Детаљни урбанистички план Петроварадинске тврђаве којим се усмеравала активност овог предузећа. Јавно предузеће је укинуто након годину и по дана постојања.
Проглашавањем за културно-историјски споменик, преласком Тврђаве под цивилну управу и добијањем статуса културно-историјског споменика од великог значаја, није спречило појаву константне физичке девастације њеног целокупног комплекса. Уз све управе, одборе и комисије Народног одбора општине Нови Сад, Општине Петроварадин, Скупштине општине и Извршног одбора Скупштине Града Новог Сада, уз сву урбанистичку и другу документацију, сву заштиту, комуналне организације и јавна предузећа, за Слободана Јовановића је Тврђава на почетку новог миленијума и даље била оронули болесник од сто и једне болести коме је потребна темељна рехабилитација, нега и ревитализација. Он је приметио и како не мањкају планови и програми, идеје и визије и како се увек падало на практичном испиту – на реализацији. Такође, Јовановић је још 1996. године упозоравао да су Петроварадинској тврђави посебно неопходни програми интензивне и хитне санације, програм конзерваторско-рестаураторских мера и један далекосежан и паралелно реализован програм истраживања (не само археолошких) и презентације њене историје, стварности и проспекције.

## Фотографије Петроварадинске тврђаве
| Горња тврђава - Капија Лудвига Баденског - Ветроказ на кули са сатом - Горњи и доњи Лудвигов бастион - Официрски павиљон - Капија Леополда Првог - Арсенал (Музеј града Новог Сада) - Дуга касарна (Хотел Леополд) - Барутана Св. Леополда - Капија тврђаве Подграђе - Водени град - Поглед на Подграђе - Црква Св. Јурја - Крипта цркве Св. Јурја - Црква Св. Павла - Провијантски магацин - Официрски павиљон Хорнверк - Капија Хорнверк - Подземне војне галерије - Подземне војне галерије - Поглед са Дунава |